# Tibor Komáromi
Tibor Komáromi est un lutteur hongrois spécialiste de la lutte gréco-romaine né le 15 août 1964 à Budapest.

## Biographie
Lors des Jeux olympiques d'été de 1988, il remporte la médaille d'argent en combattant dans la catégorie des -82 kg.